# Корисні копалини Румунії

## Загальна характеристика
На території Румунії виявлені значні запаси нафти, природного газу, бурого вугілля, руд свинцю, цинку, міді і золота, срібла, бокситів, марганцевої руди, сірки, є також родовища калійних солей, гіпсу і ін. корисних копалин (табл. 1). Серед країн ЄС Румунія займає за запасами бурого вугілля 10-е, діатоміту — 11-е місце [Ґлюкауф, №1, 2002].

Таблиця 1 Основні корисні копалини Румунії станом на 1998-1999 рр.
| Корисні копалини                         | Запаси       | Запаси   | Вміст корисного компоненту в рудах, % | Частка у світі, % |
| Корисні копалини                         | Підтверджені | Загальні | Вміст корисного компоненту в рудах, % | Частка у світі, % |
| Боксити, млн т                           | 5            | 50       | 51 (Al2O3)                            |                   |
| Барит, тис. т                            | 1000         | 2000     | 35–69 (BaSO4)                         | 0,3               |
| Залізні руди, млн т                      | 70           | 100      | 36 (Fe)                               |                   |
| Золото, т                                | 50           | 100      | 1,8 г/т                               | 0,1               |
| Калійні солі в перерахунку на К2О, млн т | 5            | 8        | 10 (К2О)                              | 0,1               |
| Марганцеві руди, млн т                   | 9            | 29       | 20 (Mn)                               | 0,2               |
| Мідь, тис. т                             | 800          | 2300     |                                       | 0,1               |
| Нафта, млн т                             | 127,6        |          |                                       | 0,1               |
| Плавиковий шпат, млн т                   | 0,5          | 1        | 40 (CaF2)                             | 0,3               |
| Природний горючий газ, млрд м³           | 397          |          |                                       | 0,3               |
| Свинець, тис. т                          | 143          | 383      | 1,5 (Pb)                              | 0,1               |
| Срібло, т                                | 1400         | 2600     | 100 г/т                               | 0,3               |
| Вугілля, млн т                           | 4081         | 4787     |                                       |                   |
| Цинк, тис. т                             | 316          | 566      | 4 (Zn)                                | 0,1               |
| Уран, тис. т                             |              | 15,85    | 0,14                                  |                   |

## Окремі види корисних копалин
Нафта та газ. Родовища нафти і природного газу пов'язані з осадовими відкладами (Молдавська і Мізійська плити), геосинклінальними зонами палеогенового закарпатського фліша, осадовими товщами передового прогину (Передкарпатський покрив, зовнішня частина Гетської западини) і посттектонічними басейнами (Гетська западина, Трансільванський і Паннонський басейни). Основні продуктивні горизонти пов'язані з теригенними відкладами неогену, олігоцену, доґера, а також з теригенно-карбонатними породами мезозою, менше значення має продуктивний горизонт у верхній еродованій частині кристалічних формацій Паннонського басейну. Поклади вуглеводнів приурочені до антиклінальних і діапірових складок, а також до зон літологічного виклинювання, стратиграфічного зрізання, фаціального заміщення та інш. Глибина залягання продуктивних горизонтів від 80 до 5175 м (Дрегану-Келіна), родовища головним чином зосереджені в інтервалі глибин 1500-2000 м. Поклади масивного, пластового або лінзоподібного типу. Нафти від парафінистих (790-814 кг/м³) до асфальтових (930-960 кг/м²). Середній вміст метану 98,94-99,63 %, етану 0,12-0,84 %, є також невелика кількість азоту і вуглекислого газу.
Вугілля, торф, горючий сланець. Родовища викопного вугілля (антрацит, кам. вугілля, буре вугілля), торфу і горючих сланців утворилися в епоху герцинського і альпійського тектогенезу. Родовища антрациту Скела виявлені в південній частині хребта Вулкан, у Південних Карпатах. Поклади у вигляді лінз (потужністю до 5 м) розташовані на глибині до 1000 м у відкладах нижньої юри. Родовища кам'яного вугілля розташовані у Південних Карпатах, в басейнах Петрошані, Решица і Сирінія. Найбільші родовища кам'яного вугілля пов'язані з олігоцен-нижньоміоценовими відкладами басейну Петрошані. Вугільні пласти (всього 18-21) потужністю 0,5-40 м залягають на глибині 0-1000 м. У басейнах Решица і Сирінія вугільні пласти залягають на глибині 0-1500 м і пов'язані з відкладами верх. карбону і нижньої юри.
Поклади бурого вугілля утворюють великі родовища в сарматських відкладах в басейні Коменешті (від 3 до 11 шарів потужністю 0,3-1,75 м на глибині 0-500 м), а також у відкладах бадена і сармата в басейнах Цебя-Брад, Мехадія і Бозовіч, верхньоолігоценових-аквітанських товщах басейну Алмаш-Агріш. Поклади лігніту приурочені до Валахської і Гетської западин. На території Румунії виявлені великі родовища торфу у Східних Карпатах. Потужність пластів 0,1-2,5 м, глибина залягання 0-10 м. 
Поклади вуглистих сланців генетично пов'язані з нижньоюрськими вугільними родовищами в басейні Решица (Ранкіна), олігоценовими в Трансільванському басейні Коаш. У басейні Решица (родовища Аніна і Доман) в нижньоюрських відкладах виявлений горизонт бітумінозних сланців потужністю 25-80 м, що залягає на глибині 0-500 м.
Залізо, титан, марганець. Поклади залізняку пов’язані з гідротермально-осадовими метаморфізованими породами. Головні родовища: Телюк, Гелар, Пириу-ку-Рачі, Дялу-Боулуй. Поклади масивні і стратиформні, руди переважно сидеритові, марганцево-сидеритові. Сингенетичні стратиформні залізорудні поклади криворізького типу відомі в Палазу-Маре. Родовища руд заліза і титана лікваційно-магматичного типу виявлені в горах Дроча, гідротермально-метасоматичного типу — у Східних Карпатах. 
Основні запаси марганцевих руд зосереджені в тулгешській серії Карпат (нижній кембрій). Основні родовища: Шару-Дорней, Якобені, Окніца, Даду-Кирлібаба, Борка і Дялу-Русулуй. Залізо-марганцеві руди (стратиформні поклади карбонатів і силікатів) у відкладах протерозою відомі в Машка-Резоаре (гори Прелука), Правец і Делінешті в Гетській западині. Екзогенні родовища титано-цирконієвих руд пов'язані з пліоценовими і четвертинними піщанистими відкладами внутрішнього борту Передкарпатського передового прогину (Глогова, Бобоєшті, Мизгана, Джеменя), а також з прибережною зоною Чорного моря (Сфіштовка-Росетті, Суліна, Сфинту-Георге, Перішор, Кітук). 
Хром, нікель, кобальт. Родовища хромо-нікелевих і кобальтових руд приурочені до ультраосновних порід аподунітового складу в Банате (Пушкарскі, Плавішевіца і Ломурі). Невеликі скупчення кобальтових і кобальто-нікелевих руд гідротермального походження у вигляді жил і включень виявлені в горах Ляота.
Боксити. Родовища бокситів відомі в горах Педуря-Краюлуй (Ремеці, Мезіад, Лунка-Спріє, Рошія, Албіоара, Гугу-Зече-Хотаре і інш.) і в горах Біхор (Пьятра-Галбене і інш.). Невеликі родовища утворюють скупчення бокситів середземноморського типу у відкладах верхньої юри — сантону. У Південних Карпатах боксити з підвищеним вмістом SiO2 виявлені в басейні Хацегулуй (Охаба-Понор). 
Мідь. Комплексні руди. Родовища мідних руд сформувалися в орогенічну фазу на межі докембрію і кембрію, в мезозої і неогені (гідротермальні, метасоматичні, мідно-порфірові, скарнові і колчеданні родовища). У неогені утворилися гідротермальні жильні родовища комплексних мідних, свинцево-цинкових із золотом і сріблом поліметалічних руд у Південних Карпатах (Торояга, Бая-Спріє, Кавнік, Вератек), в горах Металіфері (Бучум) і мідно-порфірові родовища (Дєва, Рошія-Поєні, Тарніца, Вяла-Морій і інші). З магматизмом пов'язані гідротермальні порфірові (мідь, молібден, золото, іноді цинк) і скарнові (мідь, молібден, іноді вольфрам, кобальт, золото) родовища в Багете (Молдова-Ноуе, Саска-Монтане) і горах Апусені, де жильні і скарнові родовища крім міді містять кобальт, свинець, цинк, золото, срібло, молібден, вольфрам і бісмут (родовища Беіца-Біхор, Брустурі, Лункшоара, Хелмаджу). З мезозойськими офіолітами Південних Карпат пов'язані гідротермальні родовища залізняку і мідноколчеданні родовища кіпрського типу (Кезенешті, Рошія-Ноуе і інш.). Найбільше значення мають родовища типу Куроко, що утворилися протягом металогенічного циклу на межі докембрію і кембрію. Вони є в тулгешській серії Східних Карпат (Бая-Борша, Новец-Новічор, Гура-Веїй, Бурлоая, Дялу-Букецій, Фунду-Молдовей, Лешу-Урсулуй, Белан). 
Молібден і вольфрам. Родовища молібденових і вольфрамових руд пов'язані з відкладами верхнього палеозою і нижнього мезозою (Мраконія в Банаті і Дітреу в Східних Карпатах). Значна кількість молібдену міститься також в міднорудних родовищах Бая-Спріє, Рошія-Поєні, Дєва, Молдова-Ноуе, Беіца-Біхор, Брустурі.
Поліметалічні руди. Містять мідь, свинець, цинк і золото, срібло і молібден, вольфрам, бісмут. Сформувалися головним чином в альпійську епоху і на межі докембрію і кембрію. Найважливіші гідротермальні і контактово-метасоматичні родовища пов'язані з неогеновим вулканізмом у Східних Карпатах (Ілба, Ністру, Дялу-Кручій, Хиржа, Бая-Спріє, Шуйор, Кавнік, Вератек, Ціблеш, Родна) і в горах Апусені (Бая-де-Ар’єш, Бучум, Златна, Барза, Секеримб-Хондол). Особливе значення мають і гідротермальні метасоматичні і контактово-метасоматичні родовища в Банате (Руськіца і інш.) і в горах Апусені. 
Золоті і срібні руди, що іноді містять телур, добувають з гідротермальних родовищ комплексних поліметалічних руд, що утворилися головним чином за рахунок неогенового вулканізму. Основні родовища представлені покладами золото-срібних руд і золотоносними піритами в горах Металіфері (родов. Рошія-Монтане, Корабія, Бучум-Роду, Бряза, Алмаш, Стеніжа, Велішоара, Барза, Кийнел та ін.) і в зоні Бая-Спріє (Шуйор, Біксад, Кемерзана).
Ртуть. Родовища ртутних руд приурочені до неогенових відкладів у горах Апусені (Ізвору-Ампоюлуй) і в Східних Карпатах (Синтімбру). 
Гірничохімічна сировина представлена баритом, гіпсом, сіллю і сірчаними рудами. Основні запаси бариту зосереджені в Східних Карпатах, в Остре (барит + вітерит) і в Північній Добруджі. Скупчення солі і гіпсу виявлені в лагунних відкладах неогенової моласи в Східних Карпатах (Черашу, Менечу-Унгурені — гіпс, Качика, Гура-Сленикулуй, Тиргу-Окна — сіль), в складчастій околиці Дакійського басейну (Стенешті-Корбені — гіпс, Слетьоарелє — сіль), в Трансільванському басейні (Окна-Дежурулуй, Окна-Муреш, Міреш, Прайд — сіль) і в Марамуреше (Окна-Шугатаг — сіль). Значні родовища гіпсу і солі пов'язані з відкладами нижнього і середнього міоцену. Сірчані руди виявлені в горах Келіман (Негою-Роминеск, Єзер) і в формаціях бадену (Деребані). 
З нерудної індустріальної сировини виявлені значні родовища азбесту в Банате (Ейбенталь), родовища графіту в горах Паринг (Бая-де-Фьєр і Половраджі); поклади кварцу в горах Вулкан (Урікані), Ретезат (Хобіца), Мунтеле-Мік (Ілова), Семенік (Букін-Неману) і Алмаш (Оградена). Відомі родовища мусковіту в горах Лотру (Войняса, Катаракті) і Пояна-Руське (Боуцарі і інш.), тальку в Марге і горах Царку (Південні Карпати). Лінзоподібні скупчення стеатиту є в Лєлєсє-Черішорі (гори Пояна-Руське). Родовища каоліну відомі в Парва, Кормеїца, Харгіта-Бей, Синтімбру, а також Агіреш і Стежару (гори Апусені), Мечин (Північна Дорбруджа). 
Родовища нерудних будматеріалів: діатоміту — Расова-Хацег, Адинката, Адамкліси, Мінішу-де-Сус та ін.; крейди — в Бессарабії і Кайнаке (Півд. Добруджа); вогнетривких мергелей — в горах Педуря-Краюлуй і басейні Аніна. З нерудних виявлені також родовища глин, травертину, вапняків (в Хогізе, Махмудії, Клучупате, Біказе, Деспезі), вивержених порід (Карпати, гори Апусені, Півн. Добруджа і гори Хігіш). Великі родовища польового шпату знаходяться в горах Себеш, Лотру (Войняса), Семенік (Арменіш, Глобу-Крайовей) і Джілеу (Мунтеле-Рече). На всій території є родовища пісковиків, піску і гальки. Родовища мармуру: Руськіца і Алун в горах Пояна-Руське, Соходол в горах Апусені і Аньєш в Східних Карпатах, вапняку: Моняса, Вашкеу, Кепріоара, граніту: Греч і Мечин — Північна Добруджа, Новач — Південні Карпати, андезитів: Сепинца — Східні Карпати, травертину: Банпоток — гори Апусені і Борсек — Східні Карпати.